# Jump Street 21
Jump Street 21 (v anglickém originále 21 Jump Street) je americký televizní seriál tvůrců Patricka Hasburgha a Stephena J. Cannella, který se natáčel v letech 1987–1991. Má 5 řad a celkem 103 epizod. V roce 2012 vyšla filmová adaptace s Jonahem Hillem a Channingem Tatumem v hlavní roli.
Seriál je o týmu mladých policistů, kteří v utajení vyšetřují kriminalitu mladistvých v prostředí středních a vysokých škol. Členy této speciální policejní jednotky jsou Judy Hoffsová (Holly Robinson), Doug Penhall (Peter DeLuise), Tom Hanson (Johnny Depp), Harry Truman/Vinh Van Tran (Dustin Nguyen) a Dennis Booker (Richard Grieco).
Seriál „nastartoval“ kariéru do té doby málo známého Johnnyho Deppa, který se během vysílání stal idolem teenagerů.